# Idioma mescalero-chiricahua
El idioma chiricahua (también denominado apache chiricahua) o n’nee biyat’i es una lengua apacheana de la familia lingüística na-dené hablada históricamente por la tribu chiricahua (n'nee) en el norte de México, principalmente en los estados de Chihuahua y Sonora así como en el sur de Estados Unidos en Oklahoma y Nuevo México. Se encuentra relacionado con el navajo, el ndé bizaa' (mezcalero) y el n'dee biyat'i (coyotero o apache occidental).
El mescalero y chiricahua han sido descritos con grado sumo de detalle por el antropólogo lingüista Harry Hoijer (1904–1976), especialmente en Hoijer & Opler (1938) y Hoijer (1946). La obra de Hoijer & Opler Chiricahua and Mescalero Apache Texts, incluido un esquema de la gramática e historias religiosas tradicionales y seculares, la Universidad de Virginia lo ha convertido en un "libro" disponible en línea.

## Sonidos

### Consonantes
Las 31 consonantes del Mescalero-Chiricahua:
|           |               | Bilabial | Alveolar | Alveolar | Post-alveolar | Palatal | Velar | Glotal |
| central   | lateral       | Bilabial |          |          | Post-alveolar | Palatal | Velar | Glotal |
| Oclusiva  | no aspirada   | p        | t        |          |               |         | k     |        |
| Oclusiva  | aspirada      |          | tʰ       |          |               |         | kʰ    |        |
| Oclusiva  | eyectiva      |          | tʼ       |          |               |         | kʼ    | ʔ      |
| Africada  | no aspirada   |          | ts       | tɮ       | tʃ            |         |       |        |
| Africada  | aspirada      |          | tsʰ      | tɬʰ      | tʃʰ           |         |       |        |
| Africada  | eyectiva      |          | tsʼ      | tɬʼ      | tʃʼ           |         |       |        |
| Nasal     | simple        | m        | n        |          |               |         |       |        |
| Nasal     | prenasalizada | (mᵇ)     | nᵈ       |          |               |         |       |        |
| Fricativa | sorda         |          | s        | ɬ        | ʃ             |         | x     | h      |
| Fricativa | sonora        |          | z        | ɮ        | ʒ             | ʝ       | ɣ     |        |

### Vocales
Las 16 vocales del Mescalero-Chiricahua:
|         |       | Anterior | Anterior | Central | Central | Posterior | Posterior |
| ------- | ----- | -------- | -------- | ------- | ------- | --------- | --------- |
| corta   | larga | corta    | larga    | corta   | larga   |           |           |
| Cerrada | oral  | i        | iː       |         |         |           |           |
| Cerrada | nasal | ĩ        | ĩː       |         |         |           |           |
| Media   | oral  | ɛ        | ɛː       |         |         | o         | oː        |
| Media   | nasal | ɛ̃        | ɛ̃ː       |         |         | õ         | õː        |
| Abierta | oral  |          |          | a       | aː      |           |           |
| Abierta | nasal |          |          | ã       | ãː      |           |           |

El Mescalero-Chiricahua posee vocales fonémicas orales, nasales, cortas, y largas.